# Barragem de Gouvães
A Barragem de Gouvães é uma barragem de gravidade no rio Torno. Está localizada no concelho de Vila Pouca de Aguiar, no distrito de Vila Real, Portugal.
Este empreendimento faz parte do Sistema Eletroprodutor do Tâmega, um complexo produtor de energia formado por três barragens e três centrais, que vai produzir energia ‘verde’ suficiente para suprir as necessidades energéticas dos municípios vizinhos e das cidades de Braga e Guimarães (440 000 famílias).
A Iberdrola assinou uma concessão de 70 anos com o Governo em julho de 2014 para a concepção, construção e operação de três projetos: barragens do Alto Tâmega, Daivões e Gouvães. O investimento total da obra é de 1.500 milhões de euros e pretende aumentar em 6% a potência instalada em Portugal.
A central de Gouvães será reversível, ou seja, permitirá o armazenamento de água da albufeira de Daivões (que abrange uma parcela de terreno em Cabeceiras de Basto) na albufeira de Gouvães, aproveitando os mais de 650 metros de diferença de altura.
De acordo com as especificidades do projeto, esta “gigabateria” vai evitar a importação de mais de 160 mil toneladas de petróleo por ano e a emissão de 1.2 milhões de toneladas de CO2, também a nível anual.
A barragem foi inaugurada em julho de 2022.

## Barragem
A Barragem de Gouvães tem 33,9 metros de altura e um comprimento de coroamento de 232,7 metros.

## Albufeira
A área de superfície do reservatório da barragem tem 3,4 km2.

## Central hidroelétrica

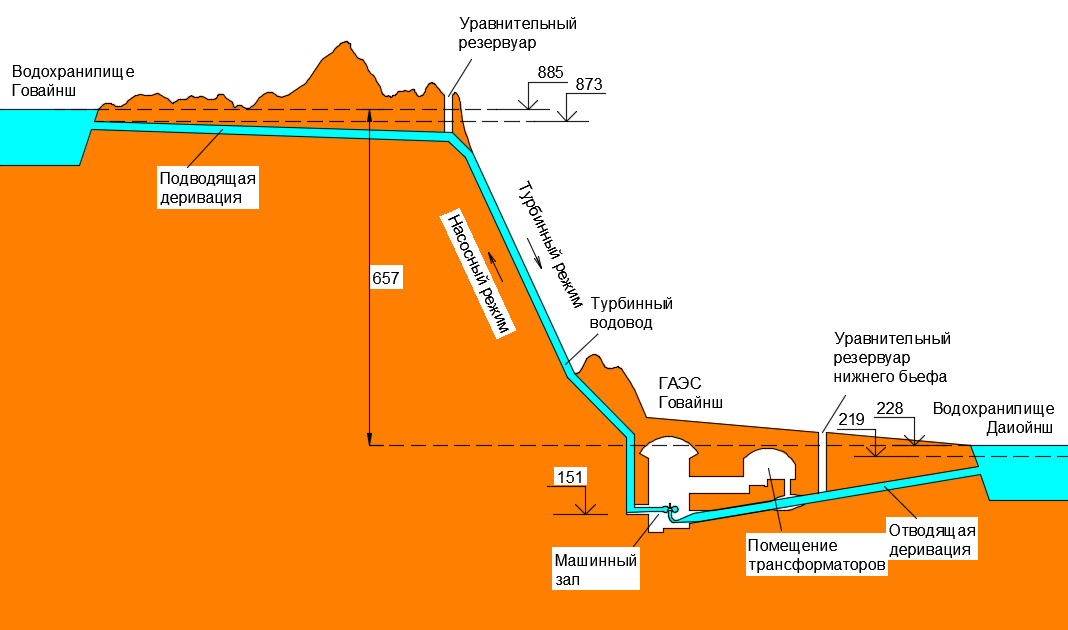
Esquema do traçado do curso de água de Gouvães para Daivões.

A unidade geradora da barragem é composta por quatro unidades turbinadas reversíveis de 220 MW e diâmetro de 3,500 mm e velocidade de 600 rpm e produzindo 1.468 GWh de eletricidade por ano.
A capacidade máxima de descarga do vertedouro localizado à esquerda da barragem de Gouvães é de 67 m3/s. A barragem também inclui 6,5 Km de túneis junto com um poço de 750 metros. A comporta é um túnel de concreto com um comprimento de 4,7Km e diâmetro de 7,3 metros.